# Yetbarak
Yetbarak fue nəgusä nägäst de Etiopía,  un miembro de la dinastía Zagwe. Según Taddesse Tamrat, fue el hijo  de Gebre Mesqel Lalibela.

## Historia
La tradición afirma que Yetbarak subió al trono después de su Rey de padre Lalibela tomara la corona alejado de su primera opción de sucesor, el primo de Yetbarak, Na'akueto La'ab. Taddesse Tamrat argumenta que esta tradición está basada en una versión oficial de acontecimientos, y su teoría  que Na'akueto La'ab había luchado con Yetbarak por el trono, y a pesar de éxito inicial, Yetbarak se convirtió en rey.
Taddesse Tamrat también sugiere que Yetbarak era el mismo individuo conocido en la "tradición hagiográfica oficial" como Za-Ilmaknun, el rey de la dinastía Zagwe a quien Yekuno Amlak asesino y tuvo éxito. Tamrat hace notar que Za-Ilmaknun está traducido como "El Desconocido, el escondido", un "plazo esotérico" aquello que ha "devenido a un mecanismo de escape útil en negar que el rey muerto por Yikunno-`Amlak tuvo cualquier cosa por hacer con Lasta."